# Rocca Malatestiana (Cesena)
Die Rocca Malatestiana ist eine Festung im historischen Zentrum von Cesena in der italienischen Region Emilia-Romagna. Sie liegt auf dem Gipfel des Hügels Garampo und ist vom Parco della Rimembranza (dt.: Park der Erinnerung) umgeben. Es ist die dritte Befestigung an dieser Stelle und wurde unweit der Ruinen der beiden Vorgängerfestungen aus der Spätantike und dem Mittelalter errichtet.

## Geschichte

### Ursprünge
Die erste Festung, „Rocca antica“ (dt.: antike Burg) genannt, liegt weiter oben am Hügel, am Beccavento unter dem antiken „Castrum romanum“, und wurde durch einen Erdrutsch zerstört, der durch eine Flut des Flusses Savio um das Jahr 1000 verursacht wurde.

### Zerstörung und Wiederaufbau

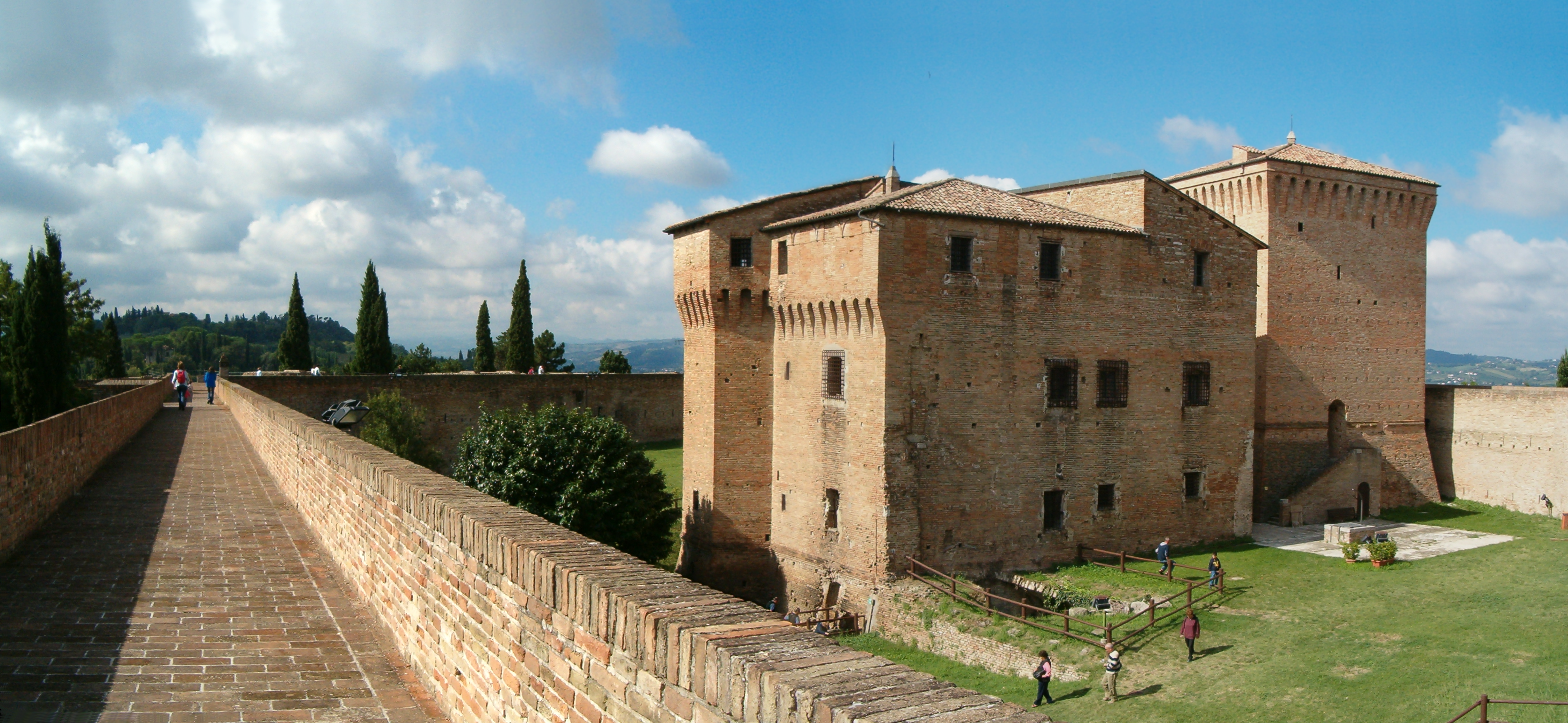
Die Festung vom Wehrgang aus

Nach und nach wurde weiter unten am Hügel die zweite Festung erbaut, die heute „Rocca vecchia“ (dt.: alte Burg) oder „Rocca dell'Imperatore“ (dt.: Kaiserburg) genannt wird, weil dort Kaiser Friedrich II. weilte. 1357 unterstützte Cia degli Ordelaffi, die Gattin von Francesco II. Ordelaffi, Herr von Forlì, mit Mut und Tapferkeit die Belagerung durch Kardinal Albornoz. Die Burg wurde 1377 von der Armee der Bretonen unter der Führung von Kardinal Robert Graf von Genf (dem nachmaligen Gegenpapst Clemens VII.) zerstört, der die ganze Stadt plündern und niederbrennen ließ.
1380 begannen die Erneuerungsarbeiten an der Rocca Maletestiana auf Initiative von Galeotto I. Malatesta, der sie zu einem strategischen Punkt in der Verteidigung der Stadt machen ließ. Die Arbeiten an der „Rocca nuova“ (dt.: neue Burg), die anfangs vom Architekten Matteo Nuti aus Fano und schließlich von den Gebrüdern Cristoforo und Francesco Baldini aus Ferrara geleitet wurden, wurden in zwei Abschnitten ausgeführt, dem ersten von 1466 bis 1470 unter Papst Paul II. (1464–1471), dem zweiten von 1475 bis 1477, als Papst Sixtus IV. (1471–1484) regierte.
Im Oktober 1432, nach dem frühen Tod von Geleotto Roberto in Cesena, übernahm Domenico Malatesta Novello, dem die großen Werke zugeschrieben werden müssen, die der Stadt den Stempel der Malatestas aufgedrückt haben, der noch heute das historische Zentrum kennzeichnet. Insbesondere 1441 widmete sich Domenico Malatesta Novello eifrig den neuen Arbeiten zur Verstärkung und Erneuerung der Stadtmauer.

### Nach Domenico Malatesta Novello und Leonardo da Vinci

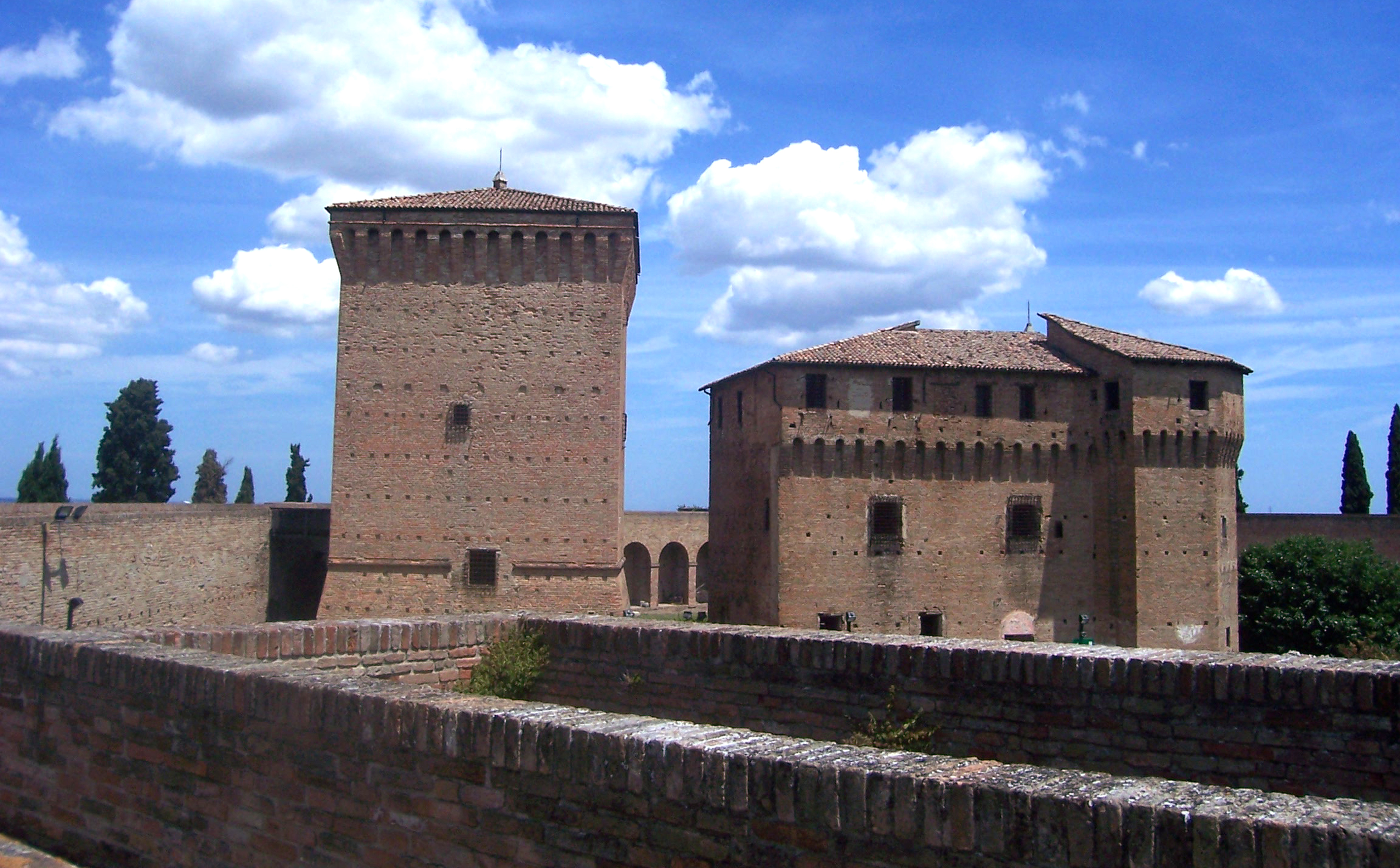
„Männchen“ und „Weibchen“ von der Stadtmauer aus gesehen

Nach dem Tod von ‚‚Domenico Malatesta Novello‘‘ 1465 fiel Cesena erneut unter die Herrschaft des Kirchenstaates und die Festung aus der Zeit der Malatestas wurde komplett renoviert, wobei die Verteidigungssysteme an die Einführung der neuen Feuerwaffen angepasst wurden.
1500 erhob Cesare Borgia, genannt „Il Valentino“, Cesena zur „Hauptstadt“ der Grafschaft Romagna, dem Zentrum seiner Macht. Er verbrachte kurze Zeit in der Festung, unterstützt von seinem Freund und Meuchelmörder Michelotto Corella. Der Graf entschied, dass seine Gattin Charlotte d'Albret und seine Tochter Luisa ihren Wohnsitz in den herrschaftlichen Räumen der Festung nehmen sollten. 1502 kam Leonardo da Vinci in die Stadt, dem Borgia den Auftrag erteilt hatte, die Festungen der Städte der eroberten Romagna aufzunehmen und zu aktualisieren. Von seinen Aktivitäten sind die Reliefe der Stadtmauer mit Bemerkungen über die zwei Burgen und die Zeichnungen der Eisentore, die das Hauptzugangstor zur „Rocca nuova“ schützten, erhalten. Sicherlich hat Leonardo da Vinci die beim Bau des neuen Systems von Bombardieren auf der „dicken Mauer“ der „Rocca nuova“ angewandte Lösung gebilligt. Diese Posten, die „Franzosa“ genannt wurden, wurden im Juni 1503 fertiggestellt. In der „Rocca nuova“ von Cesena sind neben den traditionellen Aspekten der Befestigungssysteme, die in der zweiten Hälfte des 15. Jahrhunderts üblich waren, interessante und besondere Verteidigungslösungen erhalten, die überall in Italien in den ersten Jahren des 16. Jahrhunderts in Folge der Verbreitung schwerer Waffen eingeführt wurden, um der gewaltigen Durchschlagskraft der Kanonen entgegenzuwirken.

### 18. Jahrhundert und später

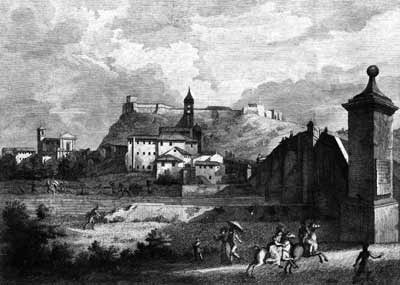
Alter Druck mit Rocca Malatestina und Ponte Vecchio

Bis zum Ende des 18. Jahrhunderts behielt die Rocca Malatestiana ihre Funktion als militärische Festung, aber nach der Zeit Napoleons, wurde sie nach Umbauarbeiten in ein Gefängnis umgewidmet, sowohl im Inneren des „Maschio“ (dt.: Männchen) und der „Femmina“ (dt.: Weibchen) als auch im „Torre del Nuti“, der nach seinem Architekten Matteo Nuti so genannt wurde.
Anfang der 1940er-Jahre wurde entlang des Viale Mazzoni ein Luftschutzraum nach Plänen des Bauingenieurs Mario Tellerini errichtet. Der Tunnel, der 60 Meter lang, 3 Meter breit und 4 Meter hoch ist, wurde in Ziegelmauerwerk erstellt und konnte 800 Personen aufnehmen. Er ist mit einer Belüftungsanlage, Beleuchtung, zwei Toiletten und einer Wasserversorgung ausgestattet.
Die Festung blieb bis zum Dezember 1969 ein Gefängnis und erst 1970, als sie in Besitz der Stadt kam, wurden einige Gefängniseinrichtungen abgebaut.
1974 wurde in der „Femmina“ das Museo della Civiltà Contadina (dt.: Museum der bäuerlichen Kultur) eingerichtet, das bis 1988 der einzige öffentlich zugängliche Teil der gesamten Anlage blieb. Erst 1989 rückte die Rocca Malatestiana nach wiederholten Eingriffen zur Erhaltung und Anpassung an die Sicherheitsnormen und durch fortgesetzte Verbesserungsinitiativen, wie Ausstellungen, Shows und verschiedene Veranstaltungen, in das Interesse der Bürger und Touristen und im Juni 2003 wurden der Wehrgang in den Mauern und der „Maschio“ wiedereröffnet. 2008 war die Rocca Malatestiana Gegenstand eines Projektes zur Erhaltung und Restaurierung, das besonders die Malereien betraf. In den 2010er-Jahren fanden verschiedene Kulturveranstaltungen auf der Festung statt und es gibt geführte Touren tagsüber und in der Nacht.

## Beschreibung
Der Großteil der Festung in Form eines unregelmäßigen Sechsecks mit sieben äußeren Türmen unterschiedlicher Formen (rund, rechteckig, polygonal) und zwei Türmen im Inneren, die sich über die großartigen Mauern verteilen, erhebt sich oben auf dem Hügel, der von der ganzen Stadt aus und auch von der umgebenden Ebene aus zu sehen ist. Wenn man die Lage und die Struktur der Festung betrachtet, versteht man, dass sich der Ruf der Uneinnehmbarkeit bald verbreitete, wie ihn der Einsiedlermönch San Agostino Cornelio Guasconi in seinem kleinen Gedicht Diluvio succeso in Cesena del 1525 a di 10 de luglio beschreibt, wie folgt:

„Posta è sopra d'un poggio, a tale altezza,
che con l'artiglieria si giunge appena.
Né mai si può pigliar sanza magagna,
però falcon si chiama di Romagna.“

(dt.: Gelegen auf einem Hügel, in einer solchen Höhe,
dass sie mit der Artillerie kaum zu erreichen ist.
Sie kann auch nie ohne Schaden eingenommen werden,
nennt sich jedoch Falke der Romagna.)

Wenn man in den Innenhof gelangt, sieht man auf der rechten Seite die lange Ostkurtine; auf der linken Seite erstreckt sich die große Wiese im Hang, dominiert von zwei Türmen, dem „Maschio“ und der „Femmina“; vorne, am Ende des unteren Hofes, versperrt das große Eisentor, der ehemalige Haupteingang der Festung, den Weg.

### Die TürmeFemminaundMaschio
Über den unteren Hof gelangt man zum Turm „Femmina“, in dem das historische Museum für Landwirtschaft untergebracht ist. Im Tiefparterre sind in zwei großen Räumen mit Tonnengewölbe landwirtschaftliche Karren, Barouches und Arbeitsgeräte erhalten. Interessant ist die Sammlung von Cavejas (Symbole der Romagna), schmiedeeiserne Ringe, mit klingenden Ringen geschmückt, die die Aufgabe hatten, das Joch des Ochsen an der Deichsel des Wagens zu blockieren.
Im ersten Obergeschoss kann man die Rekonstruktion einer bäuerlichen Küche und einer Schlafkammer bewundern. Man steigt über die Treppe hinauf und geht bis ins zweite Obergeschoss, wo im Webstuhlsaal Bilder und Ausrüstung ausgestellt sind, die den gesamten Zyklus der Hanffasern erzählen, von der Ernte des Stocks bis zum Weben des Leinens.
In den angrenzenden Räumen sind Ausrüstungen für den Zyklus des Korns erhalten, von den großen Pflügen über die Sensen bis zu den Sieben für die Spleiße. Im dritten Obergeschoss wird der gesamte Zyklus der Weintrauben und des Weins ausführlich dargestellt, teilweise mit Bildern, teilweise mit alten Ausrüstungsgegenständen. Darüber hinaus wurde gerade eine alte Zimmerei dort neu eingerichtet.

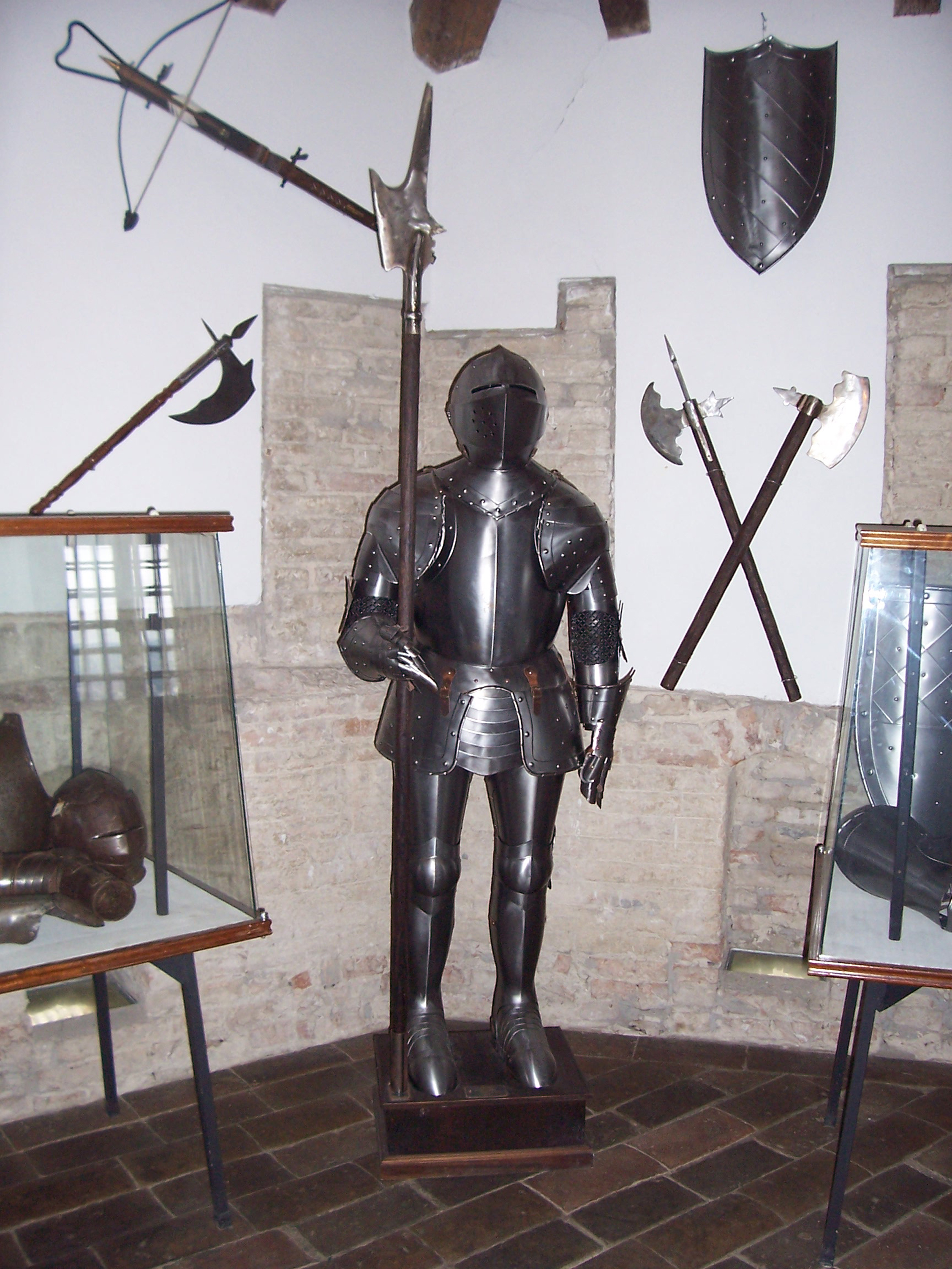
Waffenkammer der Festung

Im sechseckigen Raum des Eckturms wurde die Waffenkammer der Festung mit Waffen, Helmen, Lanzen, Piken, Hellebarden, Dreschflegeln, Bögen, Armbrüsten, Schildern und Schwertern eingerichtet. In diesem Stockwerk sieht man, wie lange es die Mauern schon gibt, auch wenn sie hinter Glas verschlossen sind, Maschikulis und Turmkronen, die man nutzte, um gepfeilte Steine oder kochendes Pech auf Feinde zu werfen, die versuchten, auf den Turm zu steigen; auf dem hohen Teil der Mauer sieht man die alten Schwalbenschwanzzinnen, die für den Umbau der Festung in ein Gefängnis geschlossen wurden. In den Zwischengeschossen liegen kleine, sechseckige Räume des Türmchens, in den andere Gerätschaften für die Unterstützung handwerklicher Tätigkeiten erhalten sind.
Im letzten Raum vor dem Ausgang sind Feuerwaffen aus verschiedenen Zeiten zwischen dem 16. und dem 19. Jahrhundert ausgestellt.
Wenn man aus dem Turm „Femmina“ herauskommt, gelangt man zum Turm „Maschio“ über eine Treppe, die zum Hochparterre führt. Früher hatte der Turm keine Verbindung mit dem Hof; die heutige Türe wurde vermutlich zu der Zeit ins Mauerwerk geschnitten, als die Festung in ein Bezirksgefängnis umgewandelt wurde. So findet man sich in einem Raum im Hochparterre, der früher durch zwei Fensterchen in der Nord- und der Ostwand belichtet wurde; das große Fenster an der Front wurde ebenfalls, gleichzeitig mit der Türe, ins Mauerwerk geschnitten. Dieser Raum dient heute Themenausstellungen von Keramik und Majolika, die bei archäologischen Ausgrabungen im historischen Stadtzentrum gefunden wurden; regelmäßig werden die Ausstellungen nach historischen Perioden erneuert.
Von diesem Raum aus gelangt man über eine steile Treppe hinauf in das Zimmer des Kommandanten der Festung, in dem Reste eines alten, offenen Kamins, Nischen in den Wänden, Sitze an den drei Fenstern, eine prächtige Sprialdecke und Eingangstüren erhalten sind. Eine verband den „Maschio“ mit der „Femmina“ über eine Zugbrücke, die heute nicht mehr existiert, und die andere ermöglichte es, über eine Hängebrücke zur Westbastion herunterzusteigen. Über Letzterer bemerkt man in die Mauer eingeschnitten die Reste der hölzernen Riemenscheiben, die das Öffnen und Schließen der Zugbrücke ermöglichten.
Von dem Raum führt eine in die Mauer eingelassene Treppe ins obere Stockwerk, in dem zwei Zellen des Gefängnissystems erhalten sind, auf deren Wänden Zeichnungen und Inschriften zu sehen sind, die die Gefängnisinsassen hier hinterließen. Vom Turm „Maschio“ steigt man über eine feste Brücke zum Westbastion hinunter, wo der Panoramaspaziergang über die Mauern beginnt.

### Die inneren Wehrgänge

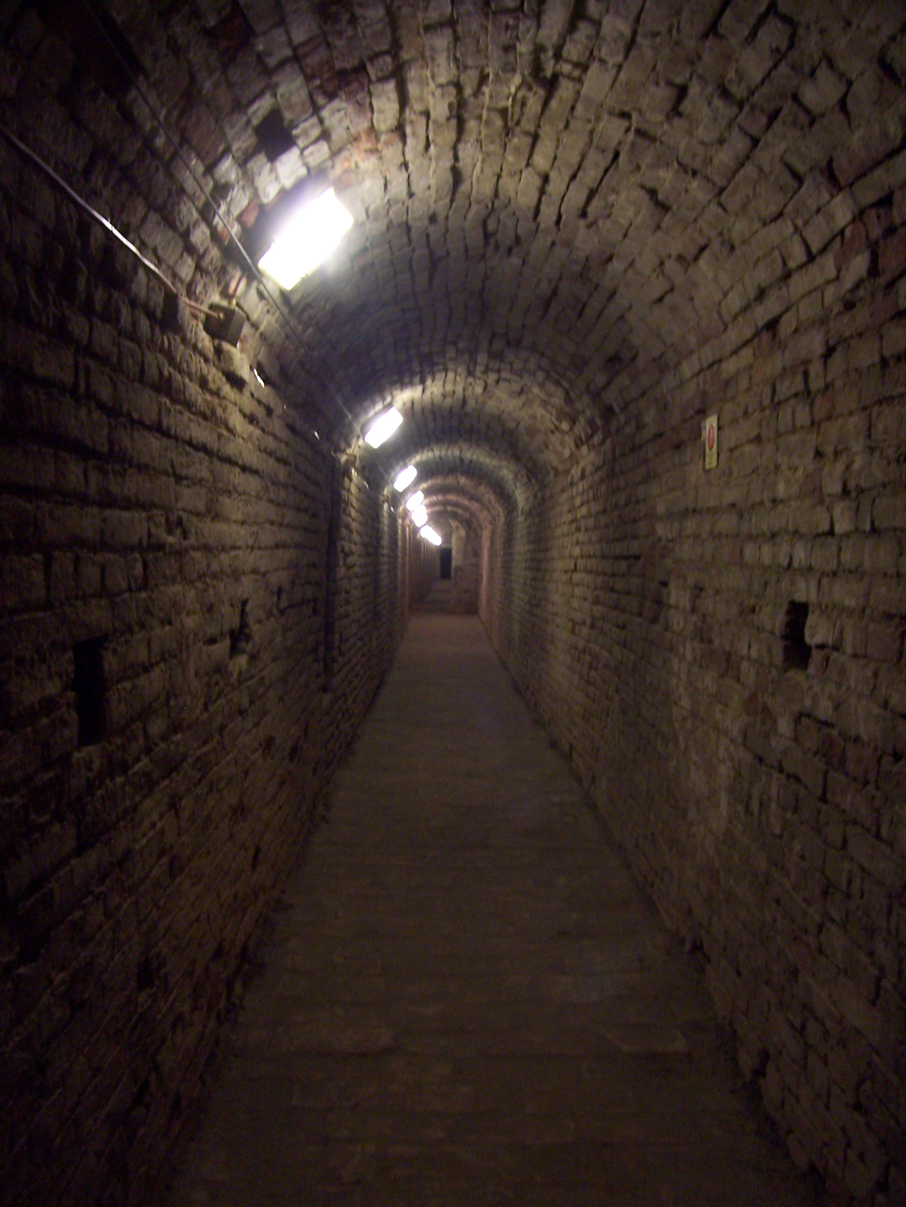
Korridor „der Geister“

Zu den inneren Wehrgänge gelangt man durch eine kleine Tür in der Mitte der Ostkurtine. Dort gibt es unter anderem den Korridor „des Brunnens“. Auf der Hälfte des Rundgangs geht man über einen Rost, der einen quadratischen Hohlraum verschließt, den jemand „Pozzo dei Rasoi“ (dt.: Brunnen der Rasierer) genannt hat, der hinter dem sich auch einer der sagenumwobenen, unterirdischen Gänge verbergen könnte, durch die man im Falle einer Belagerung aus der Festung fliehen konnte. Wenn man weiter geht, wendet man sich nach rechts in den Korridor „von Nuti“ (nach dem Namen des Architekten, der ihn plante, derselbe, der den Saal aus dem 15. Jahrhundert in der Biblioteca Malatestiana realisierte). Am Ende des Rundgangs landet man in einem Raum im Zwischengeschoss des Wachturms.
In seinem Inneren kann man einen Wappenträger mit dem Eisennetz und dem Sattel, mit dem das „Versammlungskarussell“ der Zeit der Malatestas bis 1838 lief, bewundern. Es handelte sich um ein Reiterturnier, während dem vier Ritter, die die vier Stadtviertel darstellten, sich gegenseitig zum Speerkampf auf der Piazza Grande (heute Piazza del Popolo) forderten. Es siegte derjenige, der die Gegner aus dem Sattel beförderte, oder, der nach fünf Durchläufen die größte Anzahl an Punkten, basierend auf den während der Durchläufe getroffenen Körperteilen der Gegner, erreicht hatte. An den beiden Laibungen des Fensters sind ausländische Buchstaben auf den Ziegeln eingeritzt, vielleicht in Kyrillisch, die die Soldaten der Garnison auf der Festung hinterlassen haben. Stark fällt der Name „Giulio Croce“ auf. Auf beiden Seiten des Fensters kann man zwei Geschütze beobachten, die an einem unbekannten Datum außen eingemauert wurden und auch bei den Restaurierungen der 1970er- und 1980er-Jahre verschlossen gelassen wurden.
Wenn man die Wendeltreppe hinaufgeht, gelangt man in das Obergeschoss, in dem ein einziger, runder Raum liegt, das „der Kanoniere“ heißt, weil es dort zwei Kanonenstände gibt, die noch offen und mit einem Aspriationskamin zum Abzug des Exlosionsrauches versehen sind. Das Fenster in der Mitte zeigt zur ‚‘Basilica del Monte‘‘ und zur Kirche ‚‘Sant’Agostino‘‘ aus dem 18. Jahrhundert. Durch die beiden Fensterchen an der gegenüberliegenden Wand, von denen eines teilweise durch eine Verstärkungsmauer, die parallel zur alten Mauer des Korridors gebaut wurde, verschlossen wurde, kann man die Außenseite der Mauern beobachten. Die Wendeltreppe führte weiter bis zum Glacis unter freiem Himmel, wurde aber aus Sicherheits- und Schutzgründen durch eine transparente Kuppel geschlossen. Vom „Raum der Kanoniere“ geht der Korridor „des Zwerges“ ab, der so heißt, weil er der niedrigste der gesamten Anlage ist und diejenigen, die in benutzen, dazu zwingt, mit gesenktem Kopf zu gehen. Wenn es sich um feindliche Eindringlinge gehandelt hätte, so wären diese dort sehr verwundbar gewesen, ohne die Möglichkeit, sich zu verteidigen.

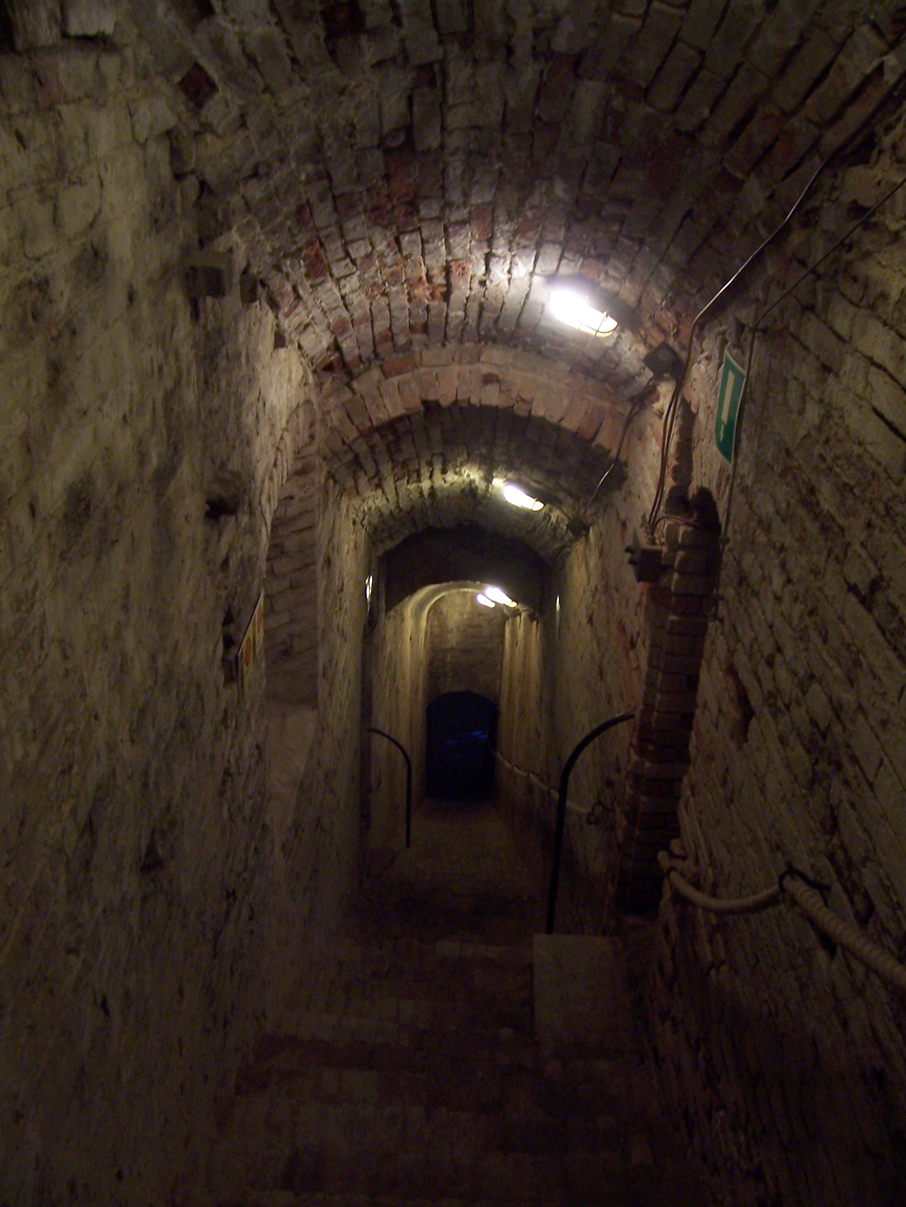
Treppe, die zum „Folterraum“ führt

Am Ende des „Korridors des Zwerges“ führt eine Wendeltreppe hinunter bis zur Mitte, auf der linken Seite führen die Stufen einer geraden Treppe hinauf und erreichen das obere Stockwerk der östlichen Kurtine. Dort öffnet sich vor den Augen des Besuchers der längste Korridor der gesamten inneren Wehrgänge, etwa 130 Meter lang; er erhält Tageslicht durch Schießscharten zum Innenhof. Der letzte Teil des Korridors, der allgemein „Korridor der Geister“ genannt wird, hat Schießscharten, die durch den Bau äußerer Gebäude verschlossen sind, die als Gefängnisküche, Büro und Wachhaus dienten. Gerade in diesem letzten Teil des Wehrgangs sollen sich bei mehreren Gelegenheiten paranormale Phänomene gezeigt haben, die die Leute von den „Geistern der Festung“ sprechen ließen.
Am Ende des Korridors führt eine lange, gerade Treppe mit 42 Stufen hinunter: Rechts befinden sich der Einsatz mit der südlichen Kurtine und der Ausgang unter dem Eingangsgewölbe, links gibt es zwei Zimmerchen in den Ecktürmen mit zwei Kanonenständen. Wenn man die Treppe bis zum Ende hinuntergeht, kommt man in einen halbrunden Schutzraum des alten Burggrabens, der heute unterirdisch liegt, dessen Funktion durch eine Beobachtungsscharte, ein Geschütz und eine Türe, die heute zugemauert ist, bezeugt wird. Die Fantasie irgendeines Menschen und vage Bezüge in alten Dokumenten haben diesen Raum als „Folterraum“ definiert, da er unterirdisch und weit von den beiden inneren Türmen entfernt liegt.
Wenn man über die Treppe wieder hinaufgeht, gelangt man zur südlichen Kurtine, der höchsten des gesamten Wehrgangs und von Tageslicht beschienen, an deren Ende sich ein echtes Wunder der Rocca Malatestiana findet: Die Pferdetreppe. Hoch und monumental besteht sie aus einer Rutsche mit Bordsteinen, um den Pferden den Zugang zum Burggraben, den Wiederaufstieg bis zum Niveau der hohen Innenhöfe und das Erreichen des Brunnenhofes zu ermöglichen; letzterer war der am besten geschützte der Verteidigungsstruktur der Festung. Dieser Abschnitt ist Teil des nächsten Restaurierungsabschnittes der Festung und könnte bald öffentlich zugänglich werden.

### Panoramaweg über das Glacis

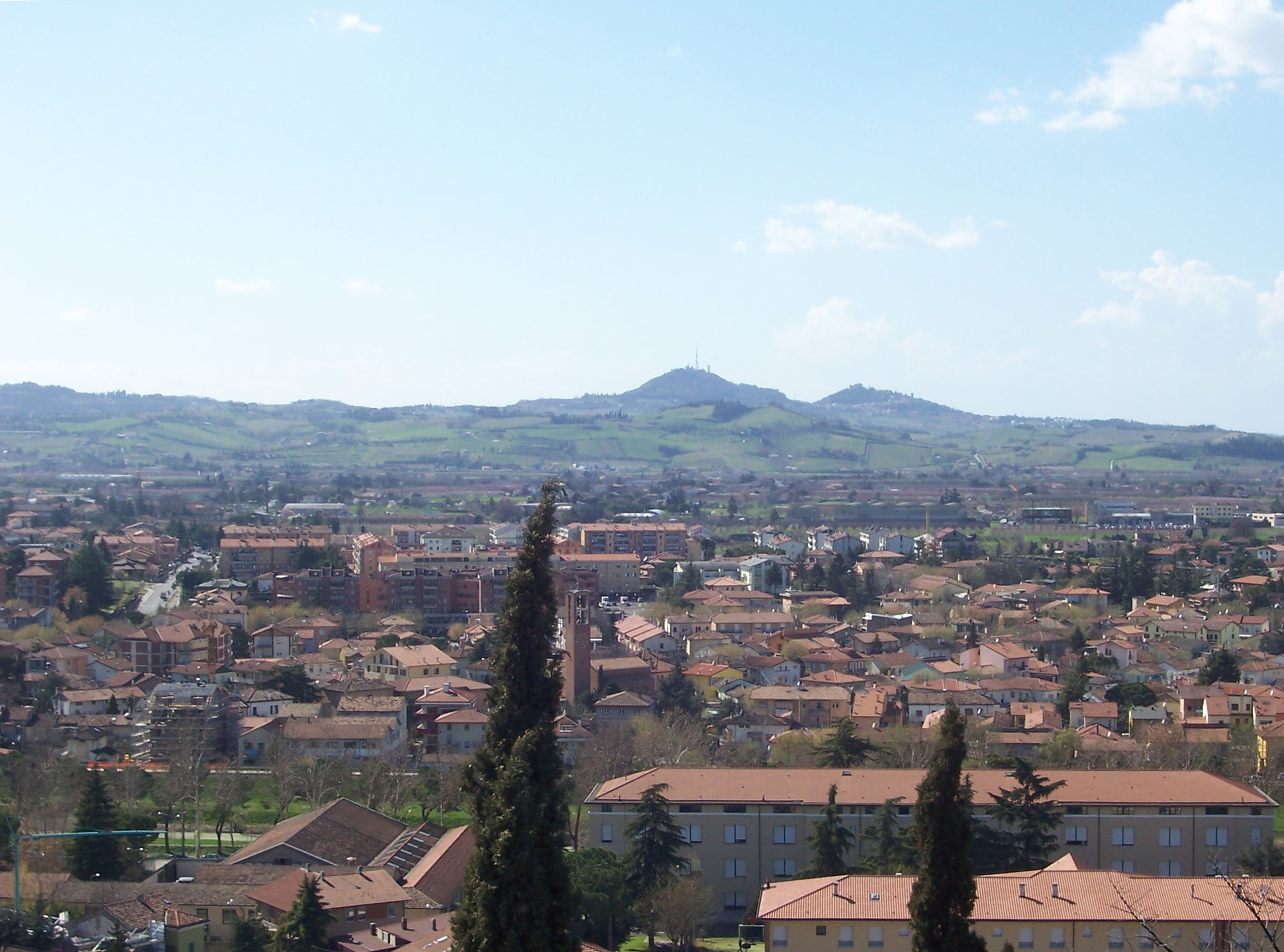
Die Hügel von Bertinoro vom Glacis der Festung aus

Am Horizont fallen die Hügel von Bertinoro und der Monte Maggio auf, erstere von der Burg dominiert und letztere bedeckt mit Bäumen, hinter denen die Sonne mit vielfältigen Farbeffekten untergeht.
In der Mitte der ebenen Fläche erheben sich die „Türme“ des neuen Stadtviertels San Mauro und am Fuß des Garampo-Hügels steht die Kirche San Domenico aus dem 18. Jahrhundert. Weiter weg liegen auf der rechten Seite das Carisport (Sportstadion) und das Ippodromo del Savio (Pferderennbahn).
Unterhalb der Nordbastion kann man die Stadt der Malatestas bewundern: Leich kann man die grünspanbedeckte Kuppel der Kirche San Cristina erkennen, die auf Geheiß Papst Pius VII., mit bürgerlichem Namen ‚‘Barnaba Chiaramonti‘‘ aus Cesena, der mit dem Projekt 1814 den Architekten Giuseppe Valadier beauftragte, rekonstruiert wurde. Etwas weiter weg sieht man den Glockenturm von San Bartolomeo, unmittelbar hinter den Mauern der Malatestas. In der Mitte, zwischen den beiden ganz nahe, befinden sich die Kirche Boccaquattro und der Palazzo del Ridotto, auf dessen Fassade die Nische liegt, aus der Papst Pius VI., mit bürgerlichem Namen Giovanni Angelo Braschi, ebenfalls aus Cesena, die Stadt segnete. Der Stadtturm namens „Campanon“ und die lange Fassade des Palastes, in dem die Biblioteca Malatestiana mit den Medaillons der berühmten Bürger von Cesena und den Lünettenfenstern untergebracht ist, sind ebenfalls zu sehen. Weiter rechts fällt die agile Nadel des Glockenturms der Kathedrale San Giovanni Battista auf. Am Horizont sieht man die blaue Linie des Adriatischen Meeres, auf der die Wolkenkratzer von Cervia und Milano Marittima links und die von Cesenatico rechts auffallen.
Wenn man auf die Ostbastion abbiegt, sieht man oben auf dem Spaziano-Hügel die Benediktinerabtei San Maria del Monte, die vom Heiligen Maurus, Bischof von Cesena etwas vor dem Jahr 1000. Unterhalb sieht man den größten Teil der Kirche Sant'Agostino, einem echten Schmuckstück frommer Kunst, das ab 1752 unter Leitung von Luigi Vanvitelli rekonstruiert wurde.

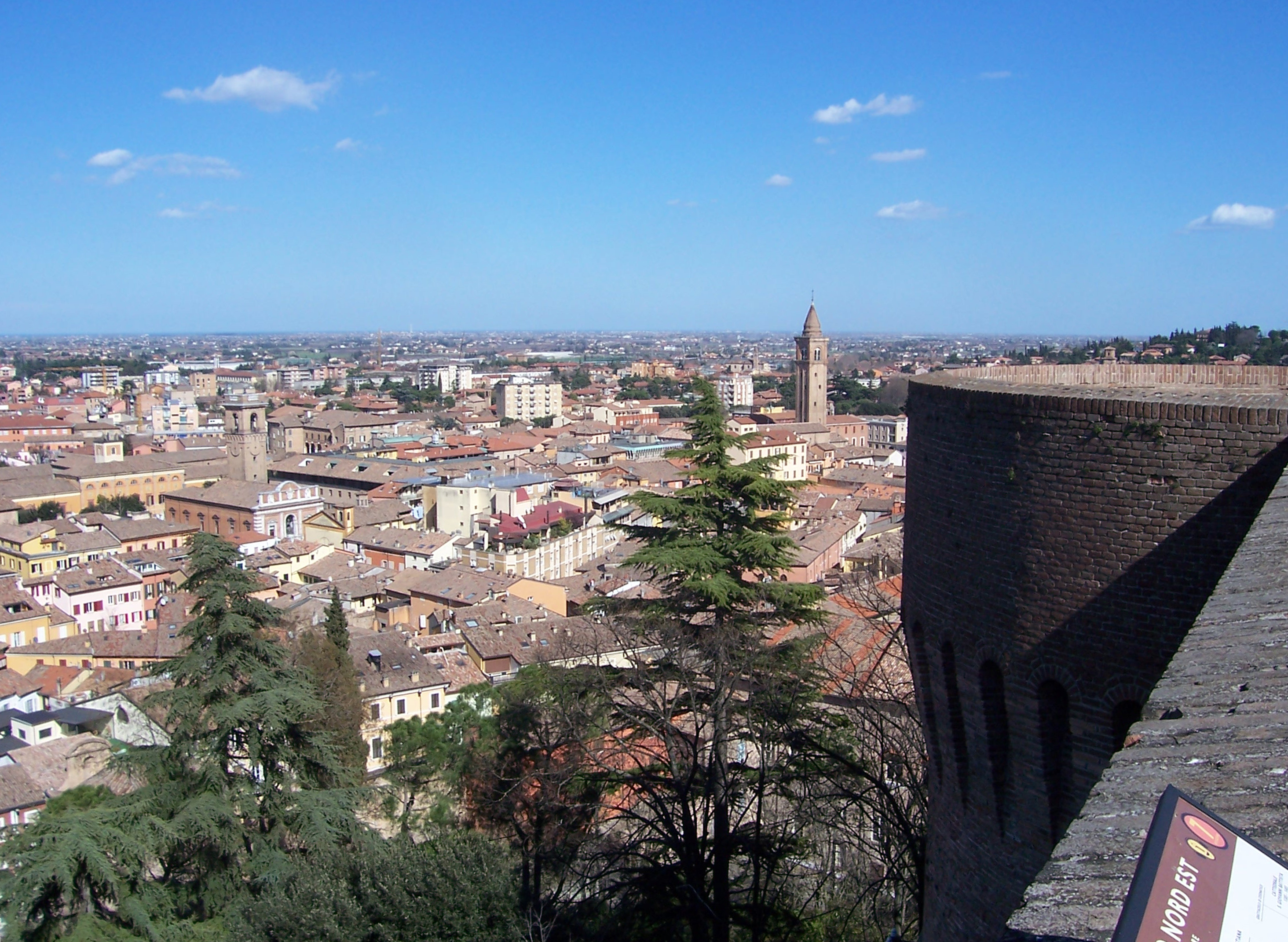
Die „Città Malatestiana“ vom Glacis der Festung aus

Im Süden, unter den Bastionen und geschützt von der alten Stadtmauer, erstreckt sich das „Sferisterio“, wo früher die Palla-al-Bracciale-Spiele oder die Tamburellospiele stattfanden. Im Hintergrund erheben sich die Ruinen der Rocca Vecchia und der Porta Montanara. Darüber hinaus erhebt sich der Kapuzinerhügel mit dem gleichnamigen Kloster und weiter weg die Gipfel des Apennins, die das Tal des Savio einrahmen.
Wenn man über das Glacis geht, bemerkt man die Breitenunterschiede, die durch die größere oder kleinere Möglichkeit von Seiten der feindlichen Artillerie bestimmt werden. Vom Turm von San Giorgio aus kann man den Komplex des Istituto Artigianelli Lugaresi bewundern, ebenso wie die Klemensbrücke, benannt nach Papst Clemens XII. der 1733 mit dem Wiederaufbau beginnen ließ (Bekannter ist der Name „Ponte Vecchio“). Ebenfalls sieht man den Glockenturm von San Rocco, den einzigen Überrest der Kirche aus dem 17. Jahrhundert, die von den Bombardements der Alliierten 1944 zerstört wurde. Weit weg im Süden, auf dem Felsvorsprung, der den Lauf des Savio dominiert, liegt der ‚‘Torre Malatestiana‘‘ von  Roversano.
Vom Glacis kann man zur großen Wiese hinuntersteigen, die einst der Waffenplatz der Festung war, wo die Soldaten für den Krieg übten und wo heute Kultur-, Folklore-, Theater- und Musikveranstaltungen stattfinden.
Somit ist der Besuch der Rocca Malatestiana in Cesena abgeschlossen; man kann noch auf der Wiese oder in den Innenhöfen verweilen, um die Ruhe und die Schönheit der Festung voller Geschichte zu genießen.

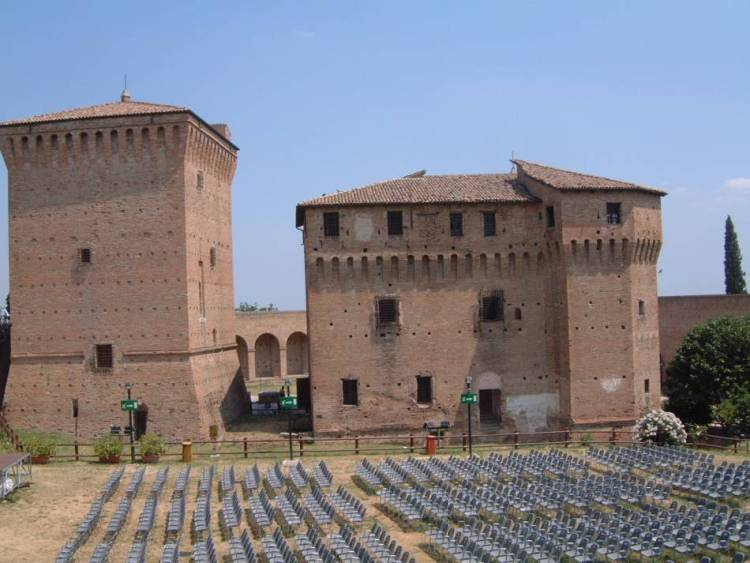
Aufstellung der Stühle vor einem Konzert

## Die Museen

### Museum der Geschichte der Landwirtschaft

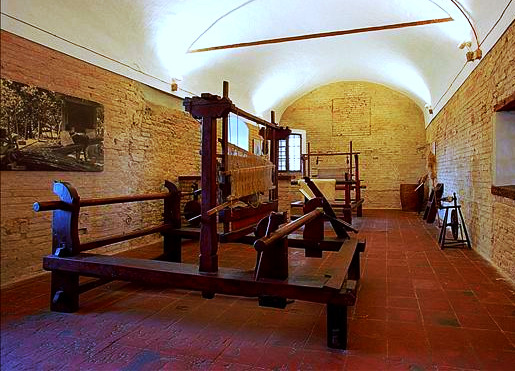
Einer der Ausstellungsräume im landwirtschaftlichen Museum

Das Museum der Geschichte der Landwirtschaft in der Rocca Malatestiana wurde dank einer Schenkung des Künstlers Mario Bocchini an die Stadt im Jahre 1974 gegründet und stellt in seinem Bereich eine der reichsten Sammlungen der gesamten Region dar. Es erstreckt sich über drei Stockwerke im Inneren des Turms „Femmina“, wozu noch das Tiefparterre kommt. Das Museum ist ein Spiegel der Aktivität, die seit den Ursprüngen die Wirtschaft und die Gesellschaft von Cesena kennzeichnet: Die Landwirtschaft.
Nach einem umfangreichen geschichtlichen Teil zur Einführung ist das Museum nach Produktionszyklen organisiert, die das ländliche Leben harmonisieren: Das Korn, der Mais, der Hanf, die Arbeiten auf dem Land, die Reben und der Wein, die Tierhaltung, die Transporte und schließlich der Raum der Objekte. Alle Utensilien oder Zusammenstellungen sind sowohl in Italienisch als auch in Romagnol bezeichnet.

### Ausstellungsfläche für archäologische Funde
Im Inneren des Turmes „Maschio“ wurde eine Ausstellungsfläche für archäologische Fund realisiert, auf der wiederholt Ausstellungen über die Zeit der Malatestas und der Renaissance eingerichtet wurden, Dokumente einer weitläufigen, handwerklichen Produktion, die einen weiten Bogen vom 16. Jahrhundert bis zum 18. Jahrhundert spannen.

## Bildergalerie

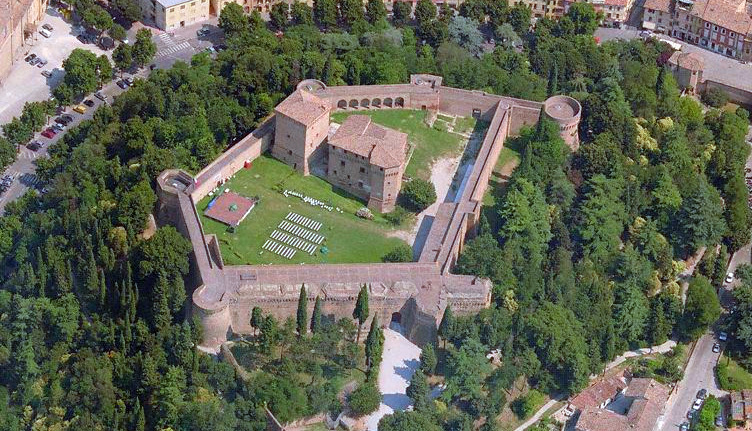
Die Rocca Malatestiana von oben
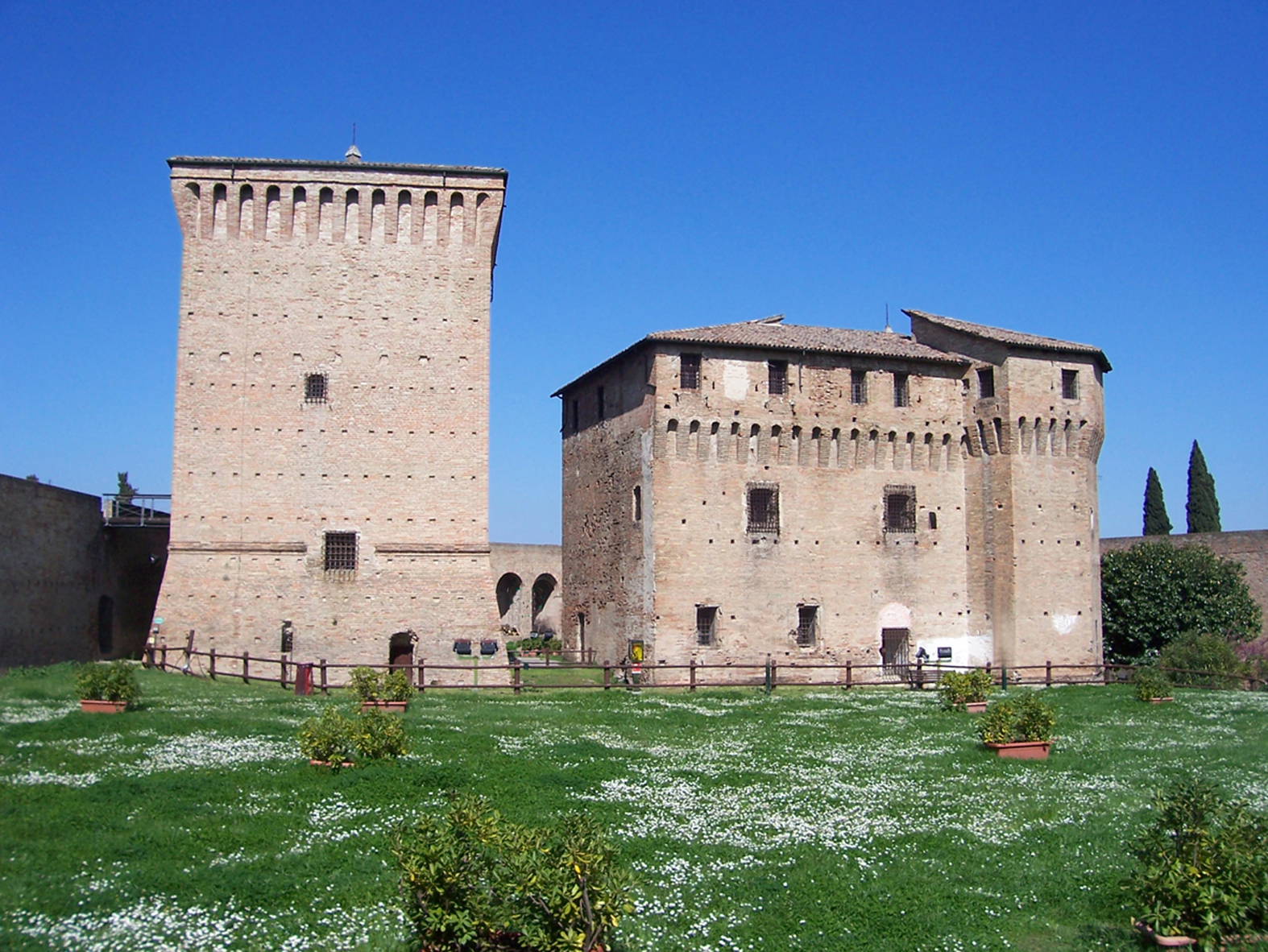
Rocca Malatestiana mit Innenhof
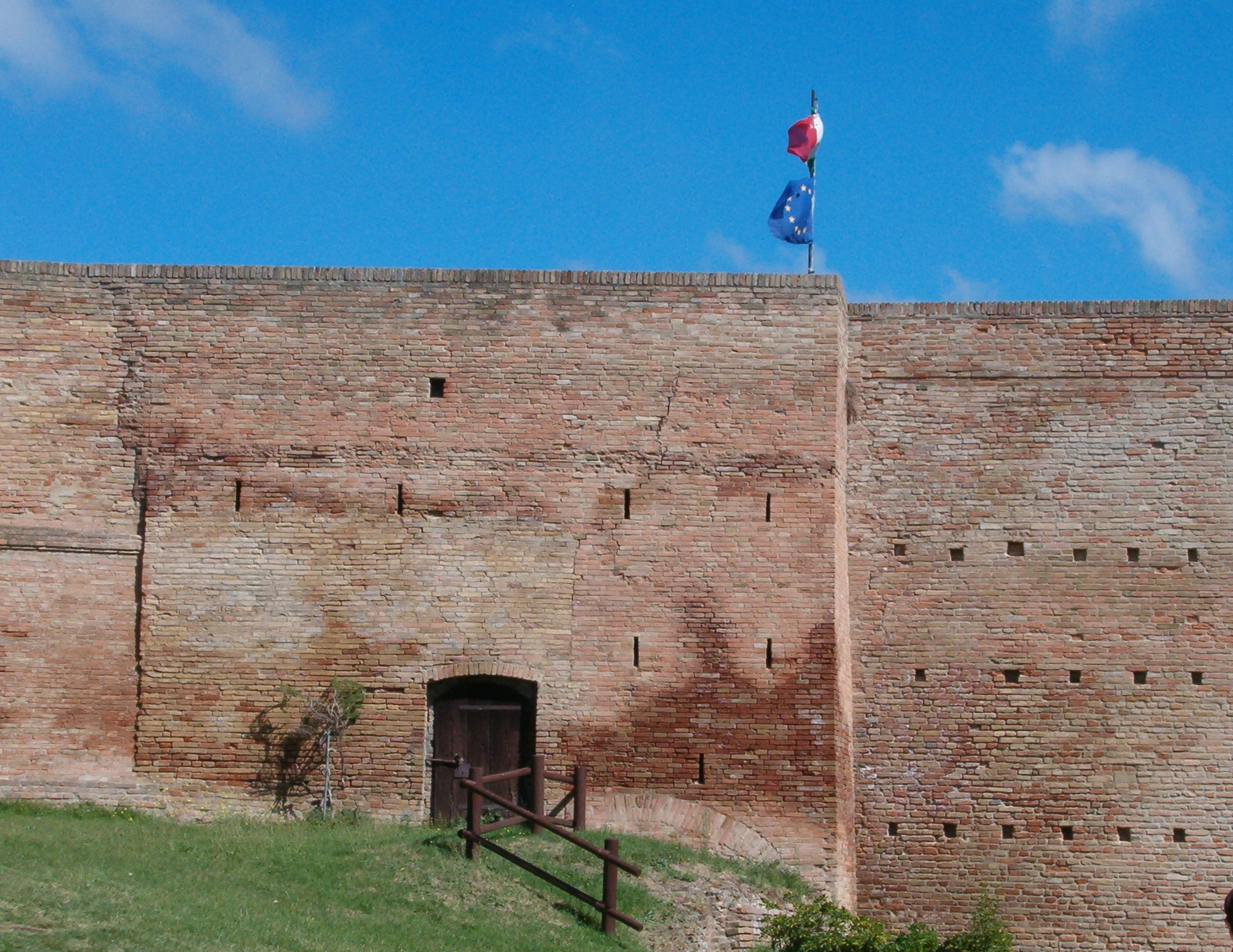
Rocca Malatestiana
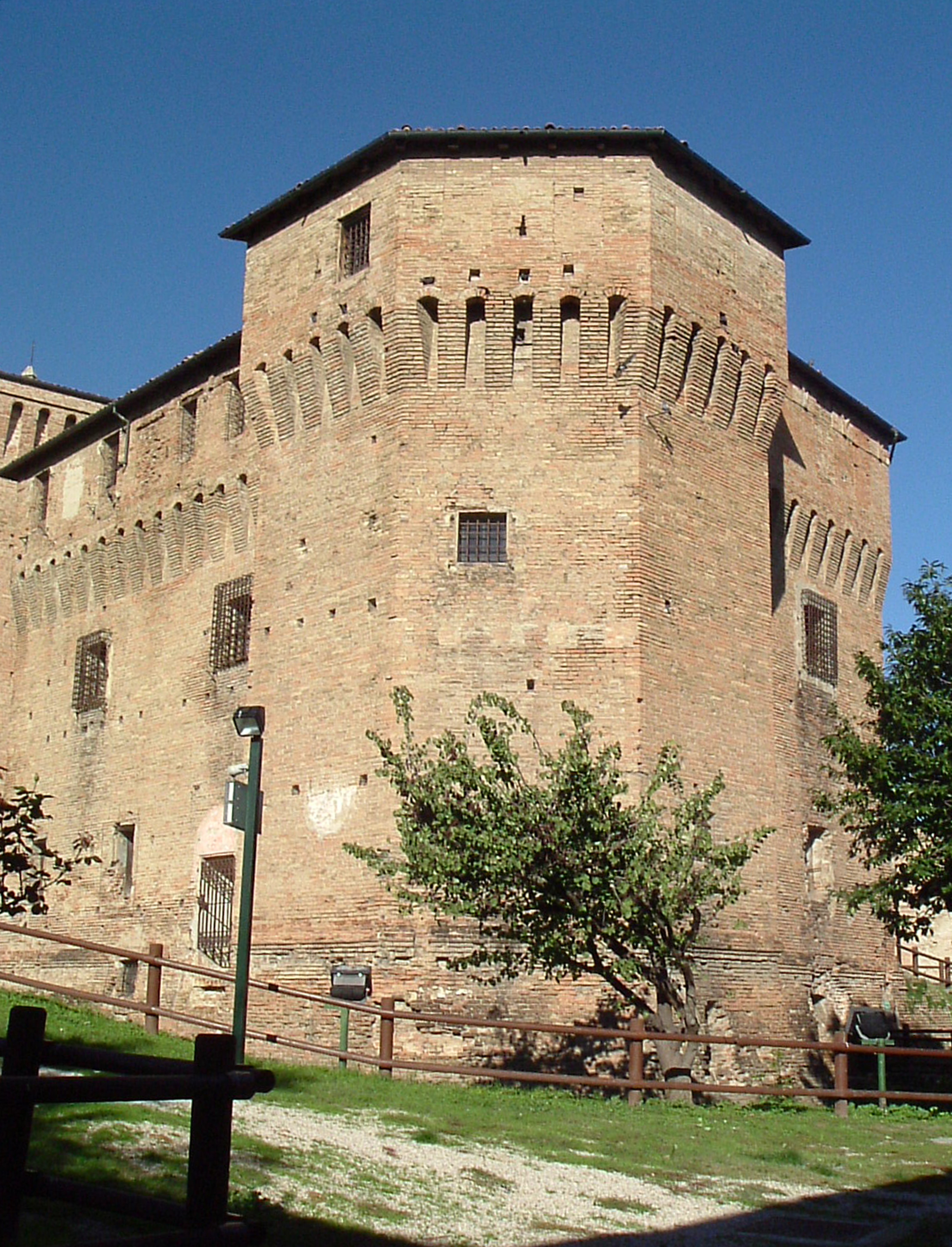
Turm „Femmina“